# Desmana nehringi
Desmana nehringi — вимерлий вид ссавців з роду хохуля родини кротових (Talpidae). Типовим зразком є NHMW 180, нижня щелепа (фрагмент нижньої щелепи з pm4–m1). Поширення знайдених скам'янілостей: четвертинний період Румунії, пліоцен Німеччини, Угорщини, Польщі, Румунії, Словаччини.